# Aério de Sebaste
Aério (em latim: Aerius; em grego: Αέριος; romaniz.: Aérios) foi um sacerdote ativo em Sebaste (atual Sivas), na Armênia, no século IV. Era amigo íntimo de Eustácio de Sebaste, com quem viveu vida ascética. Quando Eustácio foi elevado ao episcopado, ordenou Aério sacerdote e o encarregou do hospital (πτωχοτροφειον) do Ponto, mas alega-se que nutriu inveja da posição de seu amigo e o acusou publicamente de cobiça. Em torno de si reuniu uma seita, designada aeriana, que professava a renúncia de todos os bens mundanos. A eles foi negada entrada nas cidades e perambulavam pelos campos e alojavam-se ao ar livre ou em cavernas. Contrapôs-se às ideias do heresiarca Ário, alegando que não havia diferença na ordenação de bispos e padres, que não deviam ser realizadas oferendas e orações aos mortos e que a Páscoa e os jejuns prescritivos deviam ser abandonados por conta de suas raízes judaicas. Ainda estava vivo quando Epifânio escreveu seu compêndio sobre heresias (374–6) e no tempo de Agostinho de Hipona registra-se que ainda se conheciam os restos mortais de seus seguidores.